# 130229 Igorlazbin
130229 Igorlazbin è un asteroide della fascia principale. Scoperto nel 2000, presenta un'orbita caratterizzata da un semiasse maggiore pari a 3,1183345 UA e da un'eccentricità di 0,1280463, inclinata di 3,01613° rispetto all'eclittica.